# The Baseballs
The Baseballs is een Duitse band uit Berlijn die muziek in de genres rock-'n-roll, voc-'n-roll (vocal rock-'n-roll) en rockabilly speelt. De band geeft een jarenvijftiggevoel aan moderne popliedjes. Enkele voorbeelden hiervan zijn de covers Umbrella van Rihanna en Hot N Cold van Katy Perry. De band bestaat uit de drie zangers Sam (Sven Budja), Digger (Rüdiger Brans) en Basti (Sebastian Raetzel) en de muzikanten zijn Till Kersting (gitaar), Klaas Wendling (contrabas) en Henry Grant (drumstel).

## Geschiedenis
In Finland heeft de eerste coversingle Umbrella op de eerste plek gestaan in de hitlijsten. Het album Strike! heeft in Zweden, Finland, Noorwegen en België op de eerste plaats gestaan.
Op 4 februari 2010 wonnen The Baseballs de Emma Award, de hoogste onderscheiding van de Finse muziekwereld voor het best verkochte album van 2009. Precies een maand later, op 4 maart 2010, wonnen ze de Duitse Echo Muziekprijs in de categorie van 'Beste Nationale Nieuwkomer'.
The Baseballs gaven op 3 december 2010 een minioptreden in Ede bij The voice of Holland. Hierin zong de band het nummer Umbrella samen met kandidaten Bart van Overbeek en Ray Klaassen. Op 12 januari 2011 wonnen zij de EBBA award. Concurrenten waren onder meer Caro Emerald, Stromae en Inna. Op 6 mei 2011 kwam in Nederland hun album Strings 'n' Stripes uit.
Op 28 februari 2012 gaven ze in E-work in Keulen een optreden om voor het eerst een live-dvd en -cd op te nemen. In 2014 kwam het album Game Day uit. Naar aanleiding daarvan gingen The Baseballs op tournee en traden op in poppodium 013 in Tilburg. In 2016 kwamen zij eveneens weer naar Nederland, tijdens de tournee naar aanleiding van het album Hit Me Baby..., zij traden op in TivoliVredenburg te Utrecht. Tijdens deze tournee hadden zij voor het eerst Nico Lengauer als vaste saxofonist. In 2017, ter ere van het tienjarig bestaan, namen The Baseballs tijdens een trip naar de Verenigde Staten in de welbekende Sun Studio, waar ook Elvis Presley muziek opnam, een album op.
In 2023 maakte Digger (Rüdiger Brans) bekend de band te verlaten om zich te richten op solo projecten. The Basballs hebben gezegd door te gaan als duo.

## Discografie

### Albums
| Album met eventuele hitnotering(en) in de Nederlandse Album Top 100 | Datum van verschijnen | Datum van binnenkomst | Hoogste positie | Aantal weken | Opmerkingen |
| ------------------------------------------------------------------- | --------------------- | --------------------- | --------------- | ------------ | ----------- |
| Strike!                                                             | 15-05-2009            | 13-03-2010            | 2               | 32           | Goud        |
| Strike! back                                                        | 27-08-2010            | 06-11-2010            | 43              | 22           | Goud        |
| Strings 'n' stripes                                                 | 15-04-2011            | 14-05-2011            | 4               | 22           | Goud        |
| Good Ol' Christmas                                                  | 02-11-2012            | 2012                  |                 |              |             |
| Game day                                                            | 28-03-2014            | 2014                  |                 |              |             |
| Hit Me Baby...                                                      | 09-09-2016            | 2016                  |                 |              |             |
| The Sun Sessions                                                    | 20-10-2017            | 2017                  |                 |              |             |

| Album met hitnotering(en) in de Vlaamse Ultratop 200 albums | Datum van verschijnen | Datum van binnenkomst | Hoogste positie | Aantal weken | Opmerkingen |
| ----------------------------------------------------------- | --------------------- | --------------------- | --------------- | ------------ | ----------- |
| Strike!                                                     | 2009                  | 20-03-2010            | 1(1wk)          | 27           |             |
| Strings 'n' stripes                                         | 2011                  | 24-04-2011            | 10              | 17           |             |

### Singles
| Single met eventuele hitnotering(en) in de Nederlandse Top 40 | Datum van verschijnen | Datum van binnenkomst | Hoogste positie | Aantal weken | Opmerkingen                                    |
| ------------------------------------------------------------- | --------------------- | --------------------- | --------------- | ------------ | ---------------------------------------------- |
| Umbrella                                                      | 2009                  | 27-03-2010            | 4               | 15           | Nr. 3 in de Single Top 100                     |
| Hot n cold                                                    | 2010                  | 19-06-2010            | tip3            | -            | Nr. 99 in de Single Top 100                    |
| Candy shop                                                    | 2011                  | 10-05-2011            | tip7            | -            |                                                |
| This is a night - Het is een nacht                            | 23-05-2011            | -                     |                 |              | met Guus Meeuwis / Nr. 69 in de Single Top 100 |

| Single met hitnotering(en) in de Vlaamse Ultratop 50 | Datum van verschijnen | Datum van binnenkomst | Hoogste positie | Aantal weken | Opmerkingen                |
| ---------------------------------------------------- | --------------------- | --------------------- | --------------- | ------------ | -------------------------- |
| Umbrella                                             | 2009                  | 15-05-2010            | 27              | 5            | Nr. 2 in de Radio 2 Top 30 |
| Hot n cold                                           | 2010                  | -                     |                 |              | Nr. 8 in de Radio 2 Top 30 |
| Candy shop                                           | 04-04-2011            | 23-04-2011            | tip9            | -            | Nr. 8 in de Radio 2 Top 30 |

### NPO Radio 2 Top 2000
| Nummer met noteringen in de NPO Radio 2 Top 2000 | '11 | '12  | '13  | '14  | '15  |
| ------------------------------------------------ | --- | ---- | ---- | ---- | ---- |
| Umbrella                                         | 748 | 1223 | 1584 | 1664 | 1784 |

1. ↑  Een vetgedrukt getal geeft de hoogste notering aan.
2. ↑  2011 was het eerste jaar met een notering voor dit nummer.
3. ↑  Deze tabel is bijgewerkt tot en met de meest recente editie (2024).

### Dvd's
| Dvd's met hitnoteringen in de Nederlandse Music Top 30 | Datum van verschijnen | Datum van binnenkomst | Hoogste positie | Aantal weken | Opmerkingen |
| ------------------------------------------------------ | --------------------- | --------------------- | --------------- | ------------ | ----------- |
| Strings 'N' stripes live                               | 2012                  | 02-06-2012            | 5               | 8            |             |

## Trivia
- The Baseballs werden voor de gek gehouden door Ushi (Wendy van Dijk) in het programma Ushi & The Family.